# Montvalen
Montvalen est une commune française située dans l'ouest du département du Tarn, en région Occitanie. Sur le plan historique et culturel, la commune est dans le Pays Montalbanais, correspondant à la partie méridionale du Quercy.
Exposée à un climat océanique altéré, elle est drainée par le Souet et par divers autres petits cours d'eau.
Montvalen est une commune rurale qui compte 243 habitants en 2022, après avoir connu un pic de population de 925 habitants en 1851.  Elle fait partie de l'aire d'attraction de Toulouse. Ses habitants sont appelés les Montvalénois ou  Montvalénoises.

## Géographie

### Localisation
Commune limitrophe du département de la Haute-Garonne, elle est située à 26 km au sud-est de Montauban, à 26 km à l'ouest de Gaillac et à 33 km au nord-est de Toulouse. Montvalen fait partie de l'aire urbaine de Toulouse.

### Communes limitrophes
Montvalen est limitrophe de neuf autres communes, dont cinq dans le département de la Haute-Garonne.
Les communes limitrophes sont  Beauvais-sur-Tescou, Bondigoux, Grazac, Layrac-sur-Tarn, Le Born, Mirepoix-sur-Tarn, Roquemaure, Tauriac et Villemur-sur-Tarn.
| Le Born (Haute-Garonne), Villemur-sur-Tarn (Haute-Garonne) | Beauvais-sur-Tescou (par un quadripoint) | Tauriac    |
| Bondigoux (Haute-Garonne)                                  | Montvalen                                | Grazac     |
| Layrac-sur-Tarn (Haute-Garonne)                            | Mirepoix-sur-Tarn (Haute-Garonne)        | Roquemaure |

### Géologie et relief
La superficie de la commune est de 1 173 hectares ; son altitude varie de 116  à   223 mètres.

### Hydrographie
La commune est dans le bassin de la Garonne, au sein du bassin hydrographique Adour-Garonne. Elle est drainée par le Souet, la Lise, le ruisseau de Crouzet, le ruisseau de la caizière et par divers petits cours d'eau, qui constituent un réseau hydrographique de 18 km de longueur totale,.
Le Souet, d'une longueur totale de 12,8 km, prend sa source dans la commune de Grazac et s'écoule du nord-est au sud-ouest. Il traverse la commune et se jette dans le Tarn à Bondigoux, après avoir traversé 4 communes.

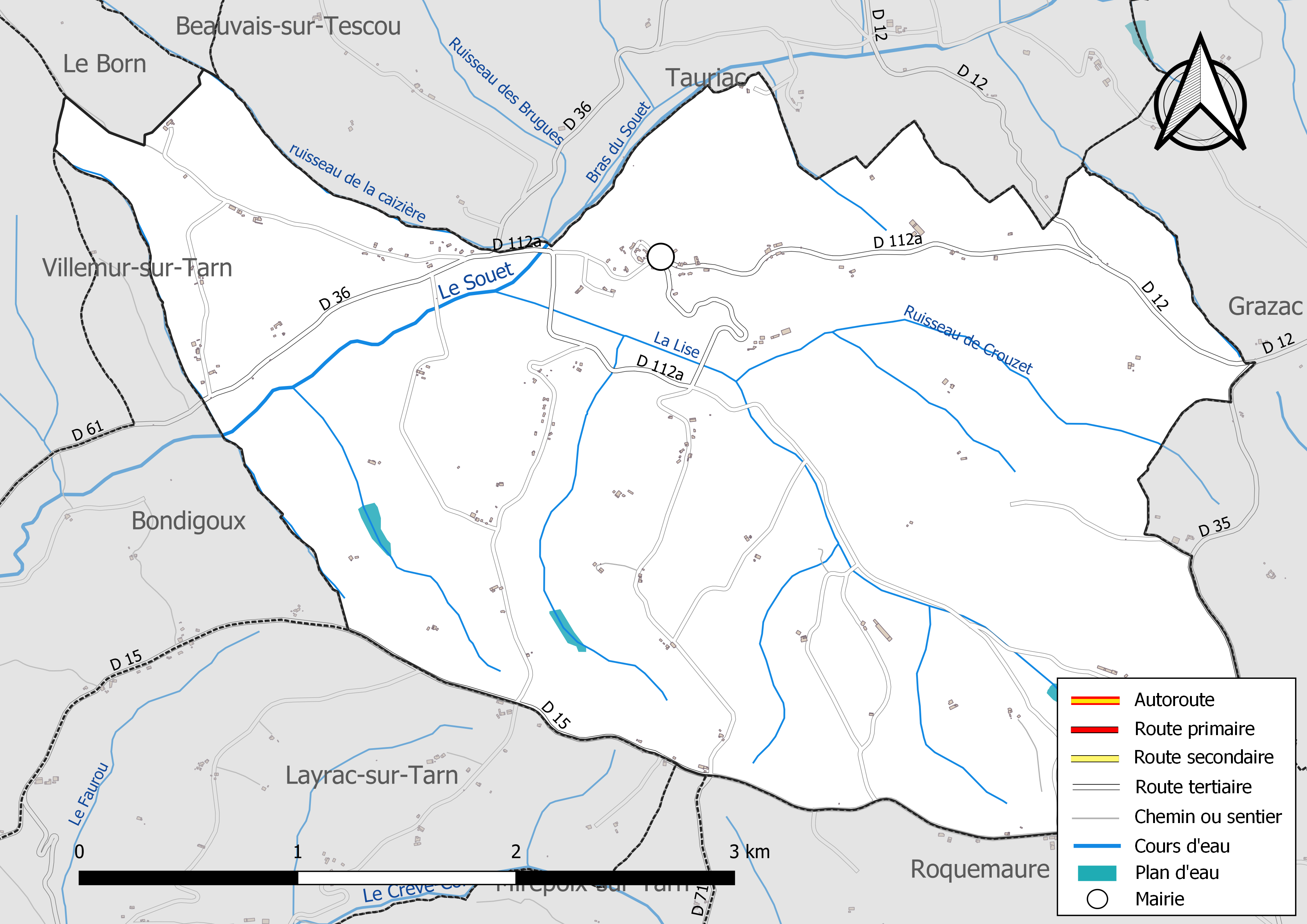
Réseaux hydrographique et routier de Montvalen.

### Climat
Pour des articles plus généraux, voir Climat de l'Occitanie et Climat du Tarn.
En 2010, le climat de la commune est de type climat du Bassin du Sud-Ouest, selon une étude du Centre national de la recherche scientifique s'appuyant sur une série de données couvrant la période 1971-2000. En 2020, Météo-France publie une typologie des climats de la France métropolitaine dans laquelle la commune est exposée à un climat océanique altéré et est dans la région climatique Aquitaine, Gascogne, caractérisée par une pluviométrie abondante au printemps, modérée en automne, un faible ensoleillement au printemps, un été chaud (19,5 °C), des vents faibles, des brouillards fréquents en automne et en hiver et des orages fréquents en été (15 à 20 jours).
Pour la période 1971-2000, la température annuelle moyenne est de 13 °C, avec une amplitude thermique annuelle de 15,8 °C. Le cumul annuel moyen de précipitations est de 774 mm, avec 8,9 jours de précipitations en janvier et 5,8 jours en juillet. Pour la période 1991-2020, la température moyenne annuelle observée sur la station météorologique de Météo-France la plus proche, « Puycelsi », sur la commune de Puycelsi à 17 km à vol d'oiseau, est de 13,2 °C et le cumul annuel moyen de précipitations est de 740,4 mm. 
La température maximale relevée sur cette station est de 41,9 °C, atteinte le 24 août 2023 ; la température minimale est de −11,7 °C, atteinte le 8 février 2012,,.
Les paramètres climatiques de la commune ont été estimés pour le milieu du siècle (2041-2070) selon différents scénarios d'émission de gaz à effet de serre à partir des nouvelles projections climatiques de référence DRIAS-2020. Ils sont consultables sur un site dédié publié par Météo-France en novembre 2022.

### Milieux naturels et biodiversité
Aucun espace naturel présentant un intérêt patrimonial n'est recensé sur la commune dans l'inventaire national du patrimoine naturel,,.

## Urbanisme

### Typologie
Au 1er janvier 2024, Montvalen est catégorisée commune rurale à habitat très dispersé, selon la nouvelle grille communale de densité à sept niveaux définie par l'Insee en 2022.
Elle est située hors unité urbaine. Par ailleurs la commune fait partie de l'aire d'attraction de Toulouse, dont elle est une commune de la couronne,. Cette aire, qui regroupe 527 communes, est catégorisée dans les aires de 700 000 habitants ou plus (hors Paris),.

### Occupation des sols
L'occupation des sols de la commune, telle qu'elle ressort de la base de données européenne d’occupation biophysique des sols Corine Land Cover (CLC), est marquée par l'importance des territoires agricoles (93 % en 2018), une proportion identique à celle de 1990 (93 %). La répartition détaillée en 2018 est la suivante : 
terres arables (89,3 %), forêts (7 %), zones agricoles hétérogènes (3 %), prairies (0,7 %). L'évolution de l’occupation des sols de la commune et de ses infrastructures peut être observée sur les différentes représentations cartographiques du territoire : la carte de Cassini (XVIIIe siècle), la carte d'état-major (1820-1866) et les cartes ou photos aériennes de l'IGN pour la période actuelle (1950 à aujourd'hui).

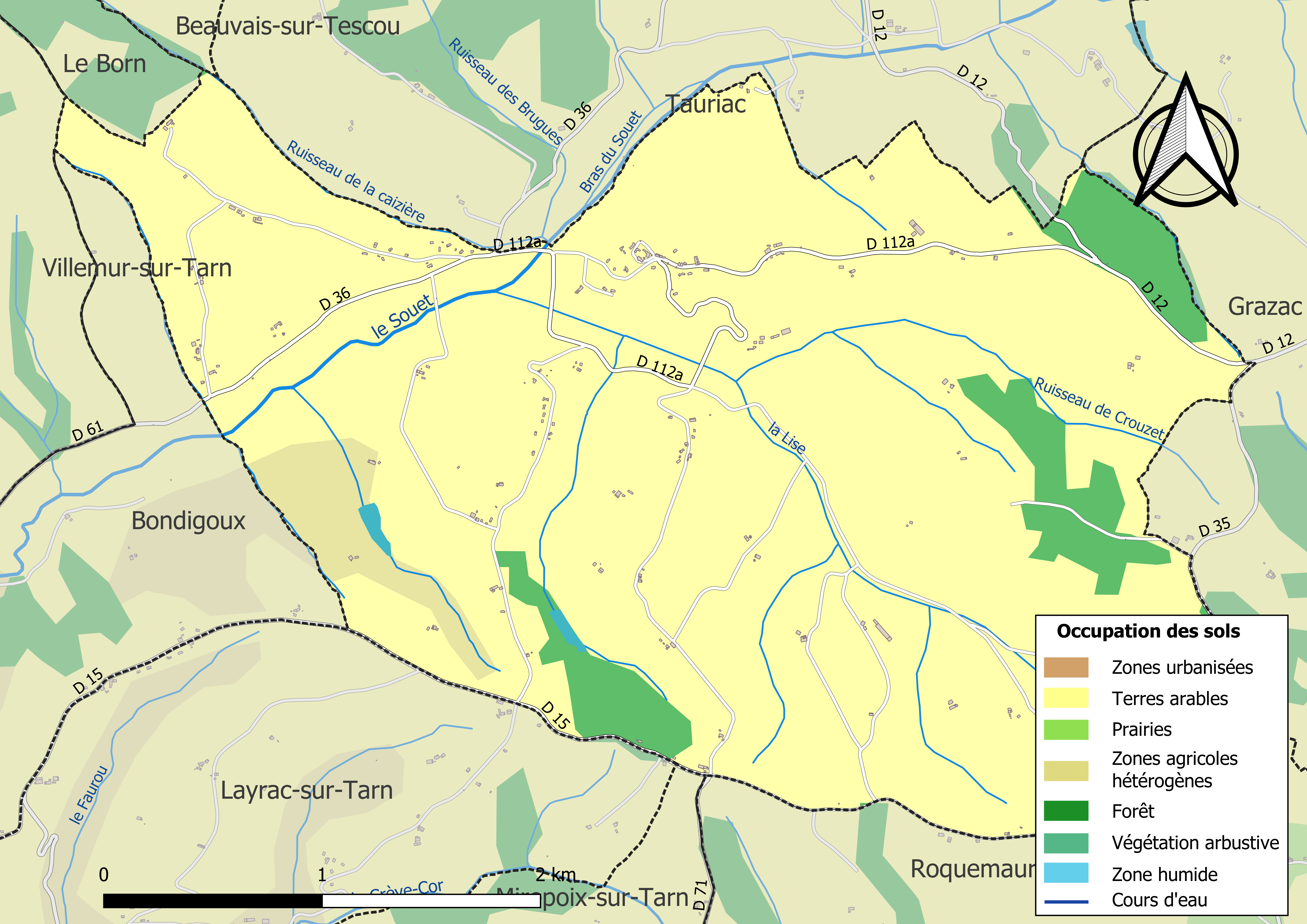
Carte des infrastructures et de l'occupation des sols de la commune en 2018 (CLC).

### Risques majeurs
Le territoire de la commune de Montvalen est vulnérable à différents aléas naturels : météorologiques (tempête, orage, neige, grand froid, canicule ou sécheresse), inondations, mouvements de terrains et séisme (sismicité très faible). Il est également exposé à un risque technologique,  le transport de matières dangereuses. Un site publié par le BRGM permet d'évaluer simplement et rapidement les risques d'un bien localisé soit par son adresse soit par le numéro de sa parcelle.

#### Risques naturels
Certaines parties du territoire communal sont susceptibles d’être affectées par le risque d’inondation par débordement de cours d'eau, notamment le Souet. La cartographie des zones inondables en ex-Midi-Pyrénées réalisée dans le cadre du XIe Contrat de plan État-région, visant à informer les citoyens et les décideurs sur le risque d’inondation, est accessible sur le site de la DREAL Occitanie. La commune a été reconnue en état de catastrophe naturelle au titre des dommages causés par les inondations et coulées de boue survenues en 1982,.
Montvalen est exposée au risque de feu de forêt. En 2022, il n'existe pas de Plan de Prévention des Risques incendie de forêt (PPRif). Le débroussaillement aux abords des maisons constitue l’une des meilleures protections pour les particuliers contre le feu,.

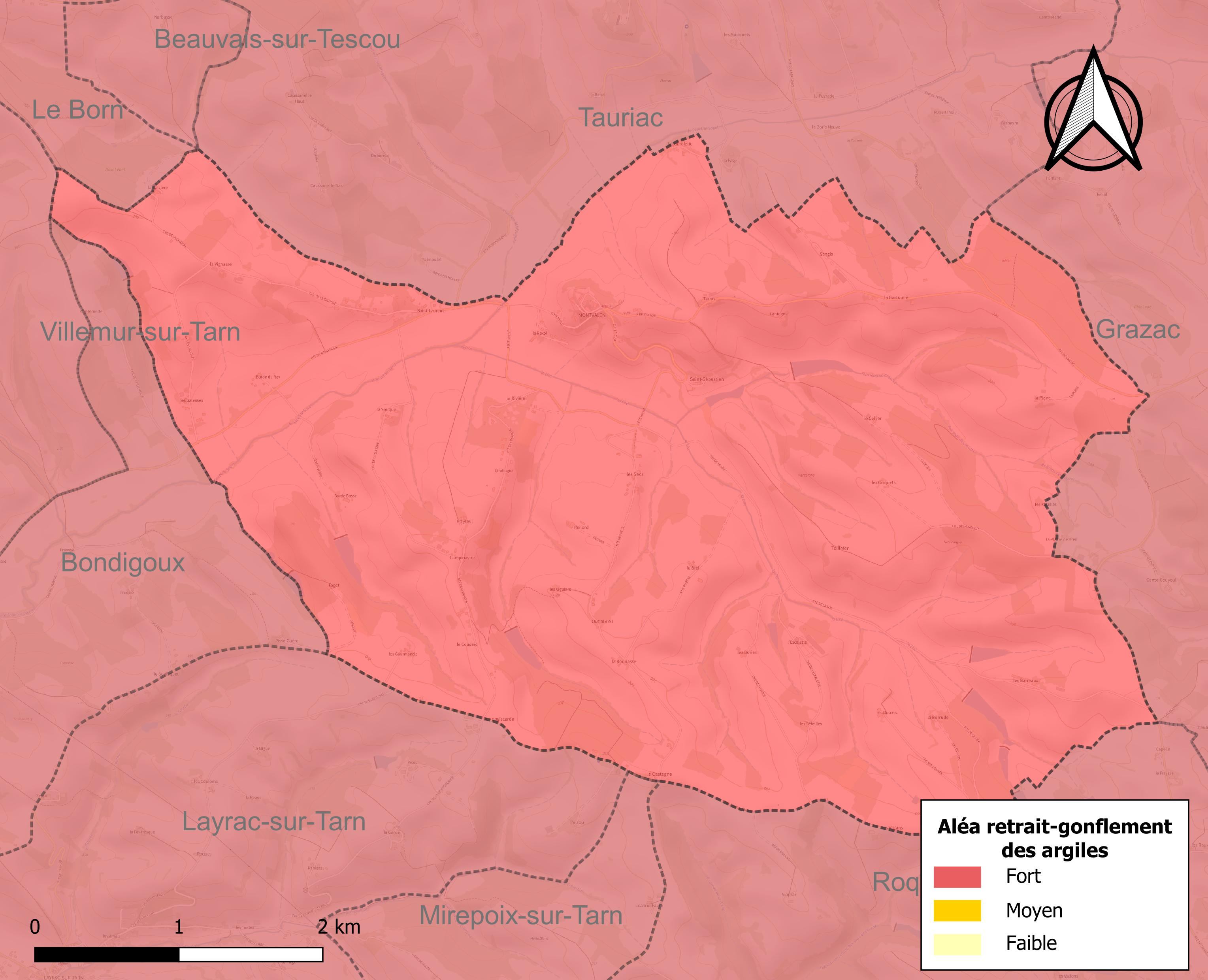
Carte des zones d'aléa retrait-gonflement des sols argileux de Montvalen.

La commune est vulnérable au risque de mouvements de terrains constitué principalement du retrait-gonflement des sols argileux. Cet aléa est susceptible d'engendrer des dommages importants aux bâtiments en cas d’alternance de périodes de sécheresse et de pluie. La totalité de la commune est en aléa moyen ou fort (76,3 % au niveau départemental et 48,5 % au niveau national). Sur les 111 bâtiments dénombrés sur la commune en 2019, 111 sont en aléa moyen ou fort, soit 100 %, à comparer aux 90 % au niveau départemental et 54 % au niveau national. Une cartographie de l'exposition du territoire national au retrait gonflement des sols argileux est disponible sur le site du BRGM,.
Par ailleurs, afin de mieux appréhender le risque d’affaissement de terrain, l'inventaire national des cavités souterraines permet de localiser celles situées sur la commune.

#### Risques technologiques
Le risque de transport de matières dangereuses sur la commune est lié à sa traversée par des infrastructures routières ou ferroviaires importantes ou la présence d'une canalisation de transport d'hydrocarbures. Un accident se produisant sur de telles infrastructures est susceptible d’avoir des effets graves sur les biens, les personnes ou l'environnement, selon la nature du matériau transporté. Des dispositions d’urbanisme peuvent être préconisées en conséquence.

## Héraldique
| Blason de Montvalen | Blason  | D'argent à la croisette latine de gueules, mantelé d'azur chargé en chef à dextre d'un besant d'or. |
| Blason de Montvalen | Détails | Le statut officiel du blason reste à déterminer.                                                    |

## Politique et administration

### Administration municipale
Le nombre d'habitants au recensement de 2011 étant compris entre 100 et 499, le nombre de membres du conseil municipal pour l'élection de 2014 est de onze,.

### Rattachements administratifs et électoraux
La commune fait partie de la communauté de communes du Pays Salvagnacois et du canton de Vignobles et Bastides (avant le redécoupage départemental de 2014, Montvalen faisait partie de l'ex-canton de Salvagnac).
La commune fait partie de l'Arrondissement d'Albi.

### Liste des maires
| Période                                  | Période   | Identité        | Étiquette | Qualité |
| ---------------------------------------- | --------- | --------------- | --------- | ------- |
| mars 2008                                |           | Guy Pendariès   |           |         |
| mars 2001                                | mars 2008 | Alain Turroques |           |         |
| Les données manquantes sont à compléter. |           |                 |           |         |

## Population et société

### Démographie
L'évolution du nombre d'habitants est connue à travers les recensements de la population effectués dans la commune depuis 1793. Pour les communes de moins de 10 000 habitants, une enquête de recensement portant sur toute la population est réalisée tous les cinq ans, les populations de référence des années intermédiaires étant quant à elles estimées par interpolation ou extrapolation. Pour la commune, le premier recensement exhaustif entrant dans le cadre du nouveau dispositif a été réalisé en 2006.

En 2022, la commune comptait 243 habitants, en évolution de +4,29 % par rapport à 2016 (Tarn : +2,52 %, France hors Mayotte : +2,11 %).
| 1793 | 1800 | 1806 | 1821 | 1831 | 1836 | 1841 | 1846 | 1851 |
| ---- | ---- | ---- | ---- | ---- | ---- | ---- | ---- | ---- |
| 450  | 280  | 372  | 377  | 421  | 388  | 829  | 892  | 925  |

| 1856 | 1861 | 1866 | 1872 | 1876 | 1881 | 1886 | 1891 | 1896 |
| ---- | ---- | ---- | ---- | ---- | ---- | ---- | ---- | ---- |
| 907  | 918  | 866  | 828  | 816  | 801  | 802  | 367  | 355  |

| 1901 | 1906 | 1911 | 1921 | 1926 | 1931 | 1936 | 1946 | 1954 |
| ---- | ---- | ---- | ---- | ---- | ---- | ---- | ---- | ---- |
| 321  | 304  | 277  | 216  | 237  | 210  | 221  | 199  | 198  |

| 1962 | 1968 | 1975 | 1982 | 1990 | 1999 | 2006 | 2011 | 2016 |
| ---- | ---- | ---- | ---- | ---- | ---- | ---- | ---- | ---- |
| 177  | 165  | 138  | 121  | 134  | 157  | 190  | 202  | 233  |

| 2021 | 2022 | - | - | - | - | - | - | - |
| ---- | ---- | - | - | - | - | - | - | - |
| 241  | 243  | - | - | - | - | - | - | - |

| selon la population municipale des années : | 1968 | 1975 | 1982 | 1990 | 1999 | 2006 | 2009 | 2013 |
| Rang de la commune dans le département      | 186  | 252  | 267  | 267  | 247  | 227  | 223  | 225  |
| Nombre de communes du département           | 326  | 324  | 324  | 324  | 324  | 323  | 323  | 323  |

### Enseignement
Montvalen fait partie de l'académie de Toulouse.
La commune fait partie du secteur du collège Léon Gambetta de Rabastens, ainsi que du lycée Victor Hugo de Gaillac.

### Activités sportives
La commune est prisée pour le cyclisme (connue pour ses côtes et descentes), chasse, pétanque,

### Écologie et recyclage
La collecte des déchets ménagers, plastiques et vert est gérée par la Communauté de Communes du Pays Salvagnacois.

## Économie

### Revenus
En 2018, la commune compte 96 ménages fiscaux, regroupant 238 personnes. La médiane du revenu disponible par unité de consommation est de 22 450 € (20 400 € dans le département).

### Emploi
|                | 2008  | 2013  | 2018   |
| -------------- | ----- | ----- | ------ |
| Commune        | 5,8 % | 6,3 % | 11,2 % |
| Département    | 8,2 % | 9,9 % | 10 %   |
| France entière | 8,3 % | 10 %  | 10 %   |

En 2018, la population âgée de 15 à 64 ans s'élève à 144 personnes, parmi lesquelles on compte 79 % d'actifs (67,8 % ayant un emploi et 11,2 % de chômeurs) et 21 % d'inactifs,. En  2018, le taux de chômage communal (au sens du recensement) des 15-64 ans est supérieur à celui du département et de la France, alors qu'en 2008 la situation était inverse.
La commune fait partie de la couronne de l'aire d'attraction de Toulouse, du fait qu'au moins 15 % des actifs travaillent dans le pôle,. Elle compte 12 emplois en 2018, contre 18 en 2013 et 22 en 2008. Le nombre d'actifs ayant un emploi résidant dans la commune est de 101, soit un indicateur de concentration d'emploi de 12 % et un taux d'activité parmi les 15 ans ou plus de 61,1 %.
Sur ces 101 actifs de 15 ans ou plus ayant un emploi, 12 travaillent dans la commune, soit 12 % des habitants. Pour se rendre au travail, 92 % des habitants utilisent un véhicule personnel ou de fonction à quatre roues, 2 % les transports en commun et 6 % n'ont pas besoin de transport (travail au domicile).

### Activités hors agriculture
21 établissements sont implantés  à Montvalen au 31 décembre 2019.
Le secteur des activités spécialisées, scientifiques et techniques et des activités de services administratifs et de soutien est prépondérant sur la commune puisqu'il représente 33,3 % du nombre total d'établissements de la commune (7 sur les 21 entreprises implantées  à Montvalen), contre 13,8 % au niveau départemental.

### Agriculture
|               | 1988 | 2000 | 2010 | 2020 |
| ------------- | ---- | ---- | ---- | ---- |
| Exploitations | 17   | 12   | 9    | 7    |
| SAU (ha)      | 702  | 777  | 625  | 711  |

La commune est dans les « Coteaux Molassiques », une petite région agricole située dans l'ouest du département du Tarn. Au milieu des plaines alluviales, ces coteaux offrent une terre fertile riche en sable et argile. Les nombreux châtaigniers et chênes qui y poussent spontanément côtoient de vastes zones agricoles céréalières. En 2020, l'orientation technico-économique de l'agriculture  sur la commune est la polyculture et/ou le polyélevage. Sept exploitations agricoles ayant leur siège dans la commune sont dénombrées lors du recensement agricole de 2020 (17 en 1988). La superficie agricole utilisée est de 711 ha,,.

## Culture locale et patrimoine

### Lieux et monuments
- Église Saint-Martin de Montvalen.

## Pour approfondir